# Manil Suri
Manil Suri (Mumbai, 10 luglio 1959) è uno scrittore e matematico statunitense d'origine indiana.

## Biografia
Nato nel 1959 a Mumbai, ha frequentato l'Università della città natale prima di trasferirsi negli Stati Uniti e completare gli studi di matematica all'Università Carnegie Mellon.
Divenuto professore all'Università della Contea di Baltimora, ha iniziato a scrivere racconti negli anni '80 e nel 1995 ha cominciato a lavorare al suo primo romanzo, La morte di Vishnu, pubblicato nel 2001 con un buon riscontro di critica e pubblico.
Autore di altre due opere componenti una trilogia di divinità induiste, ha ricevuto il Rolf Heyne Buchpreis nel 2001 e il McKitterick Prize l'anno successivo.
Particolarmente attento alle rivendicazioni della comunità LGBT in interventi apparsi sul New York Times e il Washington Post, vive e lavora a Silver Spring.

## Opere principali

### Trilogia Hindu
- La morte di Vishnu (The Death of Vishnu), Milano, Mondadori, 2001 traduzione di Silvia Orsi ISBN 88-04-48834-4.
- L'età di Shiva (The Age of Shiva, 2008), Milano, Mondadori, 2011 traduzione di Carlo Prosperi ISBN 978-88-04-60704-5.
- The City of Devi (2013)

## Premi e riconoscimenti

### Vincitore
- Premio Rolf Heyne: 2001
- McKitterick Prize: 2002 per La morte di Vishnu
- Premio PEN/Robert W. Bingham: 2002 per La morte di Vishnu[7]
- Bad Sex in Fiction Award: 2013 per The City of Devi[8]

### Finalista
- Booker Prize: 2001 per La morte di Vishnu
- Premio PEN/Faulkner per la narrativa: 2002 per La morte di Vishnu